# Lafitte (Francia)
Lafitte è un comune francese di 237 abitanti situato nel dipartimento del Tarn e Garonna nella regione dell'Occitania.

## Società

### Evoluzione demografica
Abitanti censiti